# Cafetariaplan
Met een cafetariaplan of meerkeuzeplan kunnen Belgische werknemers en bedrijfsleiders een deel van hun brutoloon omzetten in andere, minder belaste voordelen. Meestal wordt een ruime keuze aan voordelen aangeboden, zoals bijkomende vakantiedagen, aanvullend pensioensparen of kinderbijslag, uitbreiden van de dekking van de aangeboden hospitalisatieverzekering, bijkomende aandelenopties, keuze voor een grotere of kleinere bedrijfswagen en leasing van (elektrische) fietsen. Een werknemer kan zo bijvoorbeeld kiezen voor een kleinere bedrijfswagen en het hiermee overeenkomende brutoloon omzetten in een leasefiets.
Het cafetariaplan heeft twee grote voordelen. Enerzijds kan de werknemer de beschikbare extralegale voordelen zelf kiezen zodat die een verloningspakket op maat kan kiezen, in functie van eigen voorkeuren en behoeften. Daarnaast vallen de meeste aangeboden vergoedingen voor de Belgische sociale zekerheid niet onder het loon, en zijn ze dus vrij van sociale bijdragen. Vaak moet de werkgever wel een bijzondere bijdragen betalen, of betaalt de werknemer een solidariteitsbijdrage.
Cafetariaplannen zijn een van de fiscale en parafiscale vrijstellingen in het Belgisch fiscaal stelsel.